# فرودگاه تکبانده پونتا پسکادرو
 فرودگاه تکبانده پونتا پسکادرو (به انگلیسی: Punta Pescadero Airstrip) یک فرودگاه خصوصی است که یک باند فرود آسفالت دارد و طول باند آن ۱۰۱۶ متر است. این فرودگاه در کشور مکزیک قرار دارد و در ارتفاع ۱۰ متری از سطح دریا واقع شده است.